# كومينتيولوس
كومينتيولوس (باليونانية: Κομεντίολος)‏ (توفي عام 602)، كان قائدًا عسكريًا رومانيًا شرقيًا (بيزنطيًا) بارزًا في نهاية القرن السادس في عهد الإمبراطور موريكيوس. لعب دورًا رئيسيًا في حملات موريكيوس في البلقان، وحارب أيضًا في الشرق ضد الفرس الساسانيين. أُعدم كومينتيولوس في نهاية المطاف عام 602 بعد تمرد الجيش البيزنطي ضد موريكيوس وقيام الإمبراطور فوقاس باغتصاب العرش.

## سيرته

خريطة شمال البلقان خلال القرن السادس.

لا شيء معروف عن بداية حياة كومينتيولوس، إلا أنه ينحدر من تراقيا. ظهر لأول مرة عام 583، كضابط (سكريبون) في الإكسبيتورز، الحارس الشخصي الإمبراطوري، عندما رافق سفارة بيزنطية إلى بايان الأول، خاقان الآفار. وفقًا للمؤرخ ثيوفيلاكت سيموكاتا، فقد أثار غضب الخاقان بتصريحه الصريح، وسُجن لفترة وجيزة.
من المحتمل أن الثقة الوثيقة التي شاركها مع موريكيوس تعود إلى وقت الأخير كقائد للإكسبيتورز ، قبل صعوده إلى العرش. طوال حياته المهنية، كان كومينتيولوس مخلصًا لموريكيوس، وكان الإمبراطور يراقب مهنة تلميذه. في العام التالي، بعد أن تم ترتيب هدنة مع الآفار، تم تعيينه مسؤولاً عن فوج (تاكسيارخوس) يعمل ضد القبائل السلافية التي داهمت تراقيا واخترقت حتى أسوار أناستاسيوس الطويلة التي تُمثل خط الدفاع الخارجي للقسطنطينية. هزمهم كومينتيولوس في نهر إرجينيا، بالقرب من جدار أناستازيا. وكمكافأة لهذا النجاح، تم تعيينه قائدًا للجنود عام 585.
في هذه المناسبة، أو ربما بعد ذلك بقليل (ربما في عام 589)، تم رفع كومينتيولوس إلى اللقب الأعلى وهو باتريسيوس. في صيف عام 585، هزم مرة أخرى قوة كبيرة من السلاف، وفي عام 586 تم تعيينه مسؤولاً عن الحرب ضد الآفار، بعد أن خرقوا المعاهدة. في عام 587، جمع كومينتيولوس جيشًا قويًا قوامه 10 آلاف جندي في أنخيالوس، وأعد كمينًا لخاقان الآفار في جبال هيموس، لكنه فشل.

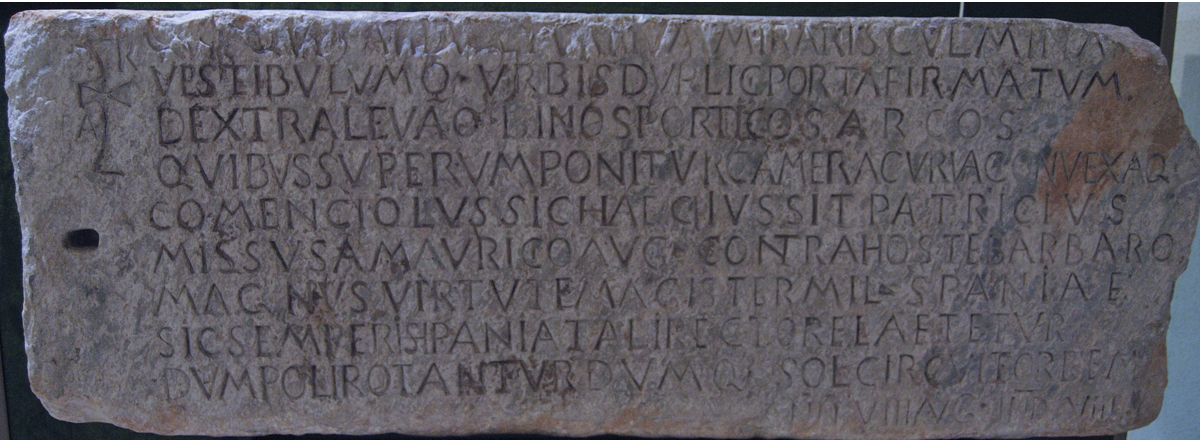
"نقش كومنسيولوس"، من كارثاغو نوفا (قرطاجنة)

خريطة الحدود الرومانية الفارسية.

بحلول عام 589، يبدو أن كومينتيولوس قد خدم كقائد عسكري في مقاطعة سبانيا (جنوب إسبانيا) حيث تم العثور على نقش يحمل اسمه في كارثاغو نوفا، ولكن ربما تم تشييده بواسطة شخص يحمل الاسم نفسه. على أي حال، بحلول خريف عام 589، عاد إلى الشرق، ليحل محل فيليبيكوس في قيادة الجيش الشرقي في الحرب المستمرة ضد الفرس الساسانيين. هزم جيشه الفرس في معركة سيساورانون في نفس العام وحاول دون جدوى استعادة مارتروبوليس. ولكن في ربيع عام 590، بينما كان في مقره في هيرابوليس، استقبل ضيفًا غير متوقع، وهو الملك الفارسي الشرعي كسرى الثاني، الذي فر إلى الأراضي البيزنطية لطلب الدعم ضد المغتصب بهرام السادس جوبين. قرر الإمبراطور موريكيوس دعم الملك المنفي، وجمع جيشًا لإعادة كسرى إلى عرشه. كان من المقرر في البداية أن يقود كومينتيولوس هذه القوة، ولكن بعد أن اشتكى كسرى من عدم احترام كومينتيولوس له، تم استبداله كقائد للحملة بنارسيس. مع ذلك، شارك كومينتيولوس في الحملة اللاحقة كقائد للجناح الأيمن للجيش. رد الملك الفارسي المستعاد المساعدة الرومانية بمعاهدة وضعت حداً للحرب التي استمرت ما يقرب من 20 عامًا، وتنازل عن جميع المدن المفقودة في بلاد ما بين النهرين، وكذلك معظم أرمينيا، للرومان.
كان هذا السلام يعني أن قوات بيزنطة يمكنها الآن أن تتركز ضد غزوات الآفار والسلاف في البلقان. في عام 598، أُعيد كومينتيولوس مرة أخرى إلى القتال ضد الآفار، ربما بمنصب القائد العسكري في تراقيا. بعد هزيمة ثقيلة ناجمة عن إهماله في ترتيب قواته بشكل صحيح للمعركة، تشتت جيشه وهرب هو نفسه إلى القسطنطينية، حيث واجه اتهامات بالخيانة. تم إسقاط هذه التهم بناءً على طلب الإمبراطور، وتم تأكيد كومينتيولوس كقائد عسكري في تراقيا. سجله اللاحق لم يكن مميزًا للغاية، ولكن وفقًا لمايكل ويتبي قد يكون هذا بسبب الانحياز السلبي لسيموكاتا، المصدر الأساسي الرئيسي لتلك الفترة، تجاهه وتجاه زميله بيتر، وليس بسبب عدم القدرة أو التقاعس عن العمل بدوره. على أي حال، عندما تمرد الجيش ضد موريس عام 602، عُهد إلى كومنتيولوس بالدفاع عن أسوار القسطنطينية. عندما استولى فوقاس على المدينة في النهاية، كان من أوائل أتباع النظام السابق الذين تم إعدامهم.